# Hyundai Stargazer
Hyundai Stargazer ― компактний багатоцільовий автомобіль (MPV), що виробляється Hyundai Motor Company в Індонезії з 2022 року.

## Опис
Автомобіль був вперше представлений 15 липня 2022 року, коли перші одиниці автомобіля зійшли з конвеєра заводу HMMI в Чікарангу. Він був запущений і публічно дебютував на 29-му Міжнародному автосалоні Gaikindo Indonesia 11 серпня.
Станом на 24 березня 2025 року Hyundai Motor Company підтвердила, що працює над фейсліфтингом Stargazer, запланувавши шість рівнів комплектації.

### Stargazer X
Stargazer X — це більш міцний на вигляд варіант звичайного Stargazer.
Він був представлений на 30-му Міжнародному автосалоні Gaikindo Indonesia 10 серпня 2023 р. Доступний у комплектаціях Style та Prime, його можна відрізнити за зміненим дизайном капоту, решітки радіатора та захисних накладок на бампері, додаванням чорного кольору на крилах, бокових обшивках кузова, рейлінгах на даху, задньому спойлері, 17-дюймовими легкосплавними колісними дисками та аудіосистемою бренду Bose.

## Галерея

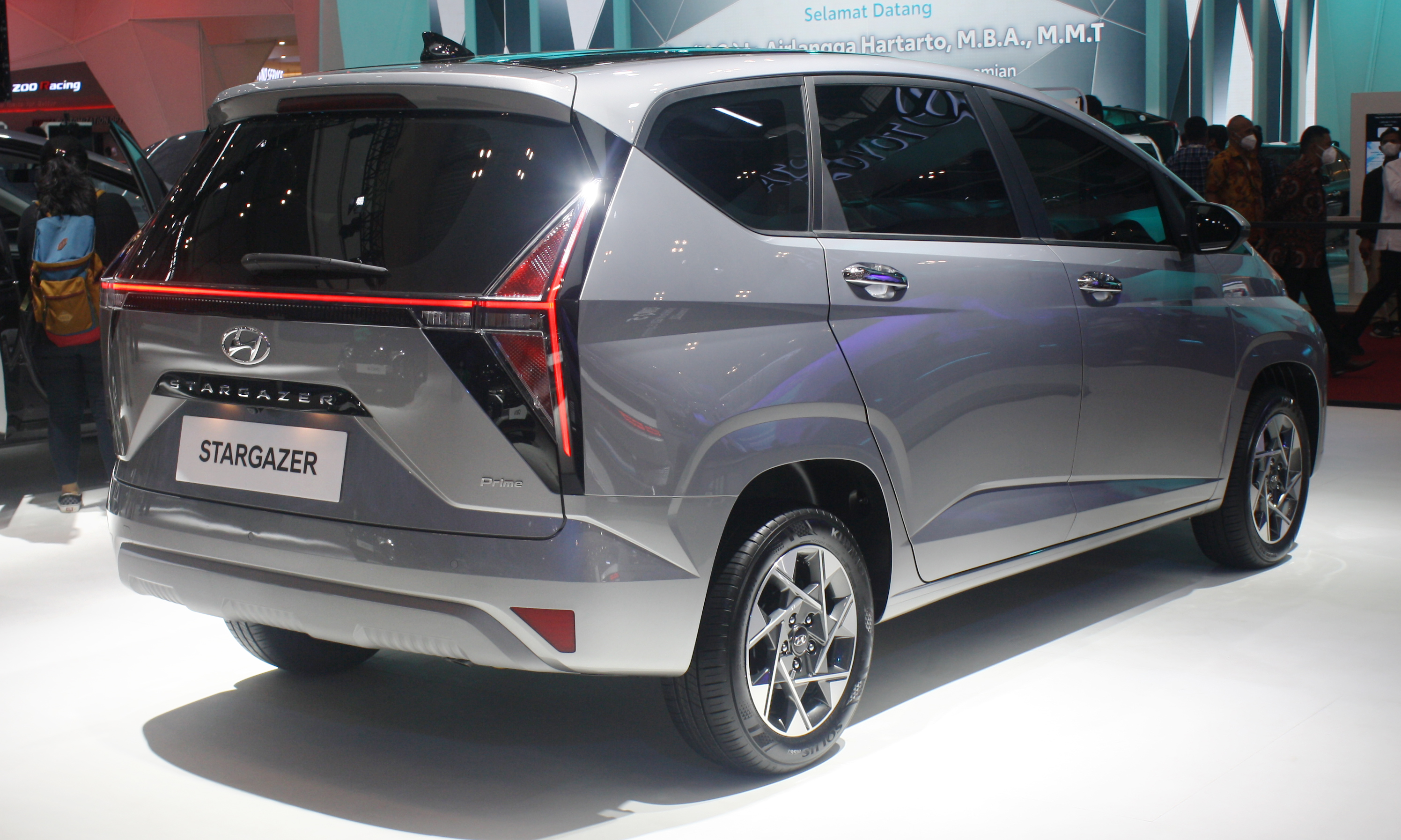
Stargazer Prime
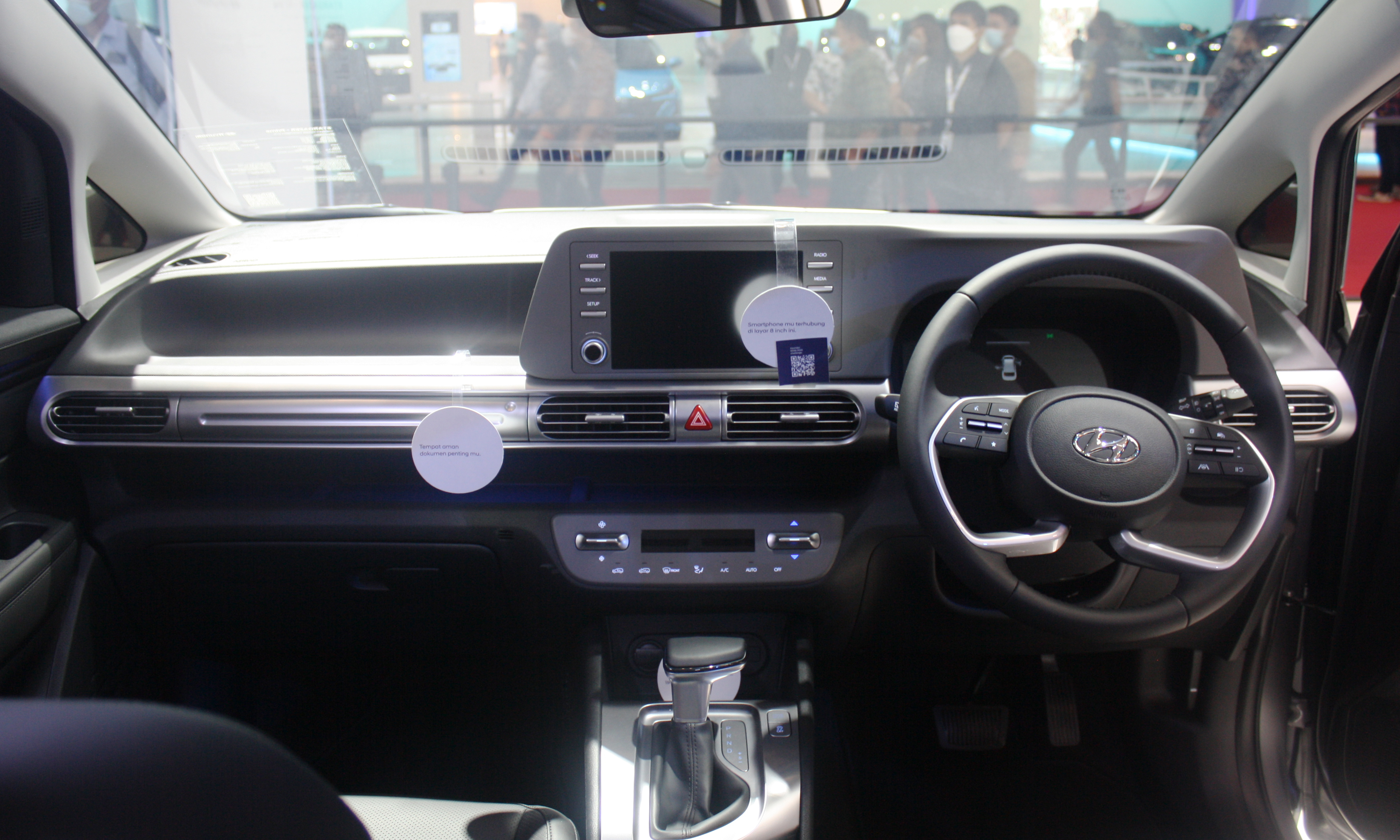
Stargazer Prime (інтер'єр)
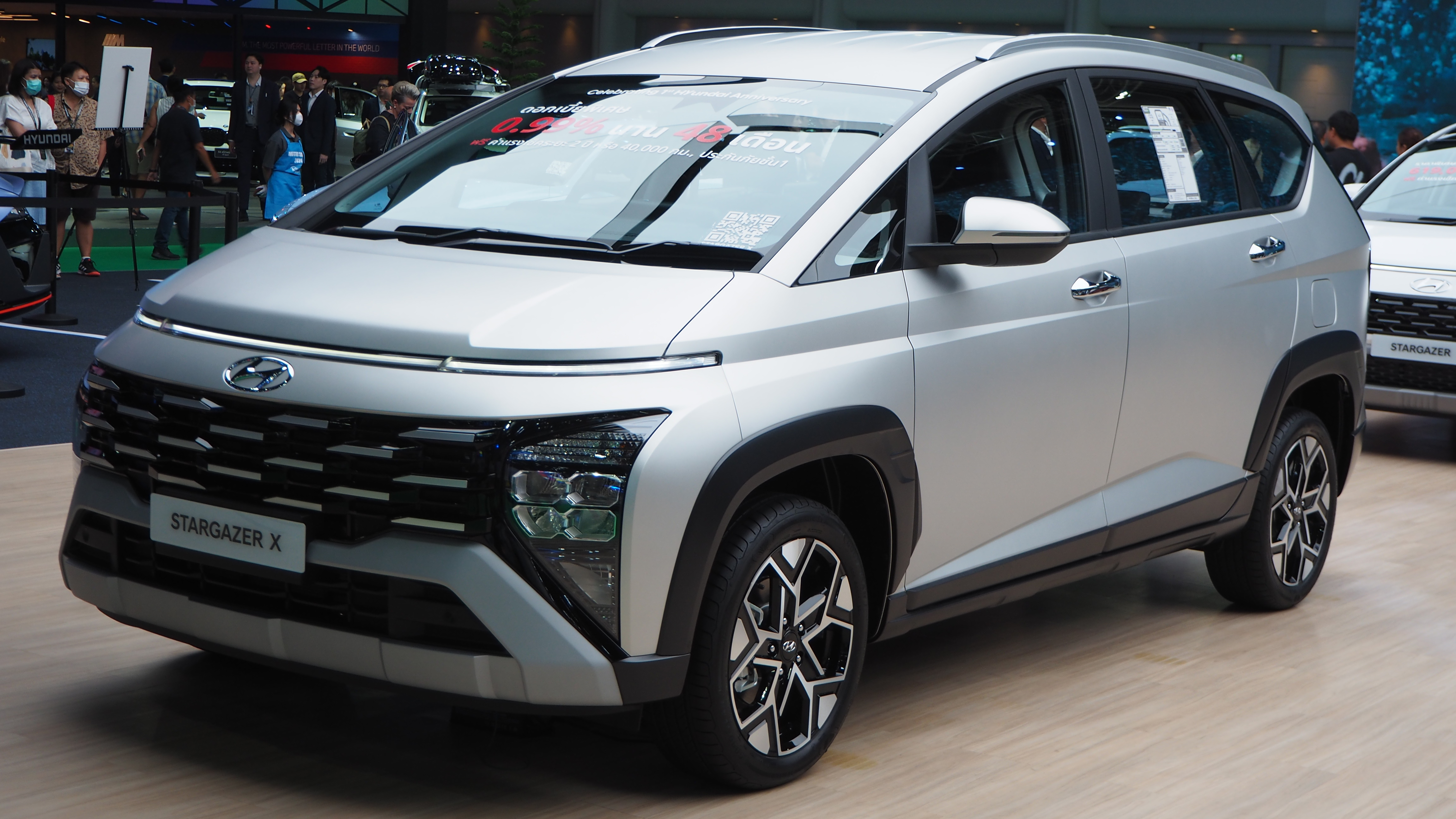
Stargazer X
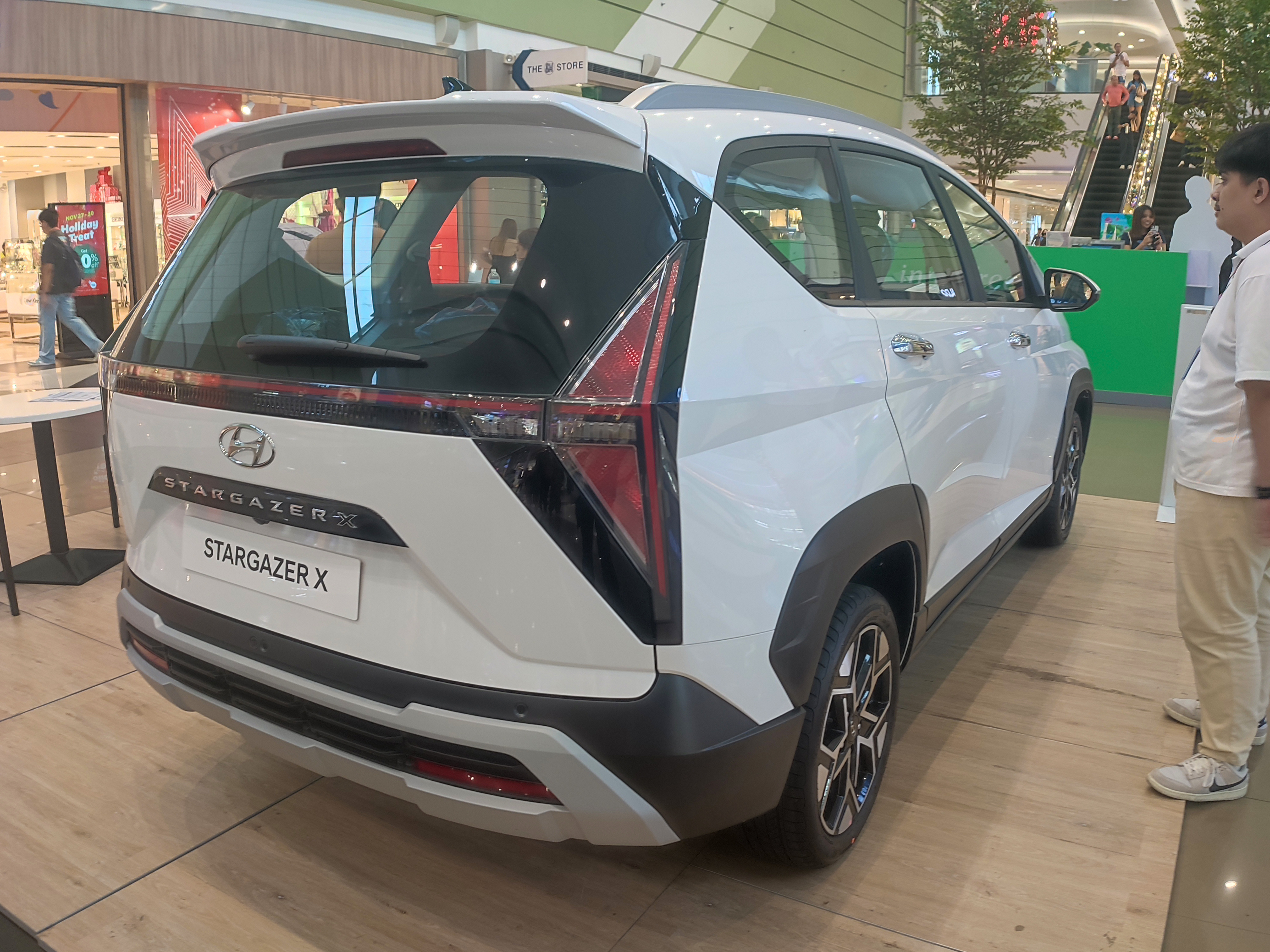

## Двигуни
- Бензиновий: 1,5 л Smartstream G1.5 MPi I4